# Henry Robinson (Widerstandskämpfer)
Henry Robinson (* 8. Mai 1897 in Brüssel; † 1944 in Berlin) war ein Funktionär der Komintern und der Kommunistischen Jugendinternationale (KJI).

## Leben
Aufgewachsen ist Robinson in Belgien als Kind eines russischen Vaters und einer polnischen Mutter. Während des Ersten Weltkrieges studierte er in Genf, wo er mit Willi Münzenberg zusammenarbeitete.
Zu Beginn der 1920er-Jahre war er als Politischer Leiter des KJVD-Bezirks Ruhrgebiet tätig und dadurch häufiger auch zu Konferenzen in Berlin, wo er seine Lebensgefährtin Klara Schabbel kennenlernte. 1923 beteiligten sie sich gemeinsam an den Kämpfen gegen die Besetzung des Rhein- und Ruhrgebiets durch französische Truppen. Ab ca. 1930 arbeiteten beide für den Nachrichtendienst der Komintern, der später mit dem der Roten Armee verschmolz. Robinson wurde zum Sektionsleiter für den Bereich Schweiz, Frankreich und Großbritannien, seine Lebensgefährtin sicherte die Verbindung nach Berlin und über die sowjetische Handelsvertretung dort auch bis zum Juni 1941 die Verbindung nach Moskau.
Im Dezember 1943 wurde Robinson von der Gestapo verhaftet, die laut britischen Archivalien durch einen Hinweis von Leopold Trepper auf Robinson aufmerksam geworden war. Nach einer sechsmonatigen Gestapo-Haft in Frankreich mit immer wieder wiederholten Befragungen unter Folter wurde Robinson in das Untersuchungsgefängnis Berlin-Moabit verlegt, wo er von der Gestapo ermordet wurde.